# Имеретинская, Анна Александровна
Светлейшая княгиня Анна Александровна Имеретинская (урождённая графиня Мордвинова; 14 октября 1841 — 1914) — русская аристократка, художница-пейзажистка, общественная деятельница и благотворительница в сфере поддержки вклада женщин в искусство, соосновательница Первого дамского художественного кружка (1882). Фрейлина двора (1861), почётный вольный общник Императорской академии художеств (1890), кавалерственная дама ордена Святой Екатерины меньшого креста. 

## Происхождение
Происходила из аристократической семье Мордвиновых. Прадед — адмирал Семён Иванович Мордвинов (1701—1777), представитель старинного нетитулованного дворянства. Дед — приближённый императора Александра I адмирал Николай Мордвинов (1755—1845), за свои заслуги возведённый в графское достоинство вместе с сыновьями (1834). Бабушка по отцу — Генриетта Коблей (Кобли, Cobley; 1764—1843), дочь британского консула в Ливорно. 
Отец — художник—пейзажист и портретист граф Александр Мордвинов (1799—1858). 
Мать — Александра Петровна, урождённая графиня Толстая (1807—1890) из богатого и разветвлённого рода Толстых, дальняя родственница писателя Льва Толстого, дочь генерала П. А. Толстого и его супруги, статс-дамы императорского двора Марии Алексеевны, урождённой княжны Голицыной (1772—1826).
Среди других предков Анны по линии матери нужно назвать царя Грузии Вахтанга VI Багратиона (1675—1737) и гетмана Украины Ивана Скоропадского (1646—1722).

## Биография
Родилась 14 октября 1841 года. Была крещена 30 октября 1841 года в Николо-Богоявленском морском  соборе, причём восприемником при крещении выступил дед — адмирал Н. Мордвинов. 
В юности получила придворную должность фрейлины императорского двора. В дальнейшем вышла замуж за светлейшего князя Александра Константиновича Имеретинского (Багратион-Имеретинского) (1837—1900), представителя имеретинской ветви грузинской царской династии Багратионов, внука царя Имеретии Давида II (1756—1795). После присоединения Имеретии к России (1810) Имеретинские получили титул светлейших князей. 
Александр Константинович Имеретинский достиг чина генерала от инфантерии (1891) и должности Варшавского генерал-губернатора (1897—1900), под управлением которого находились десять губерний, составлявших значительную часть современной Польши.
Согласно воспоминаниям председателя совета министров Российской империи Сергея Юльевича Витте, светлейшая княгиня была очень богатой и почтенной женщиной, которая жила весьма широко (то есть давала приёмы, балы и проч.) и обожала своего мужа. Князь был человек очень острого ума, способный, талантливый и культурный человек, но регулярно изменял своей жене из-за чрезмерного пристрастия к женскому полу. 
Детей в этом браке не было. 
В 1897 году Анна Александровна была пожалована в кавалерственные дамы ордена Святой Екатерины меньшого креста. 
Не имея детей, Имеретинская воспитала на правах дочери Ольгу Семеновну Осташенкову (ум. 1907). В первом браке Ольга была замужем за И. М. Пленом (1874—1953) (братом капитана первого ранга П. М. Плена). В то время И. М. Плен  являлся коллежским асессором (в дальнейшем — полковник и георгиевский кавалер). Вскоре Осташенкова развелась с Пленом (поскольку развод в Российской империи был трудным делом, княгиня Анна выделила Плену немалую сумму денег «отступных»). Ее бывший муж после революции эмигрировал и скончался в Париже. Осташенкова же в 1904 году сочеталась браком во второй раз — с врачом Ф. Ф. Шишмарёвым (1879—1942), младшим братом филолога В. Ф. Шишмарёва (1874—1957), но уже в 1907 году умерла и оставила мужу немалое наследство. В дальнейшем, в Советском Союзе Ф. Ф. Шишмарёв стал первым директором пионерского лагеря Артек.

## Творчество
Дочь художника, Анна Александровна рано проявила интерес к живописи. Она стала ученицей художника-пейзажиста Ивана Шишкина, который давал ей частные уроки. Писала пейзажи, которые высоко ценились современниками. Стала одной из семи русских женщин-художниц (наряду с Еленой Поленовой, Софьей Юнкер-Крамской и др.), чьи картины были отобраны для экспонирования на Всемирной выставке 1893 года в Чикаго.
В 1882 году Анна Имеретинская совместно с Пелагеей Куриар основала на свои средства Первый дамский художественный кружок — наиболее авторитетное общество женщин-художниц и любительниц искусства в дореволюционной России. Кружок организовывал художественные выставки и активно занимался благотворительностью. Княгиня Анна Имеретинская была одной из главных вдохновительниц и спонсоров кружка. Кружок просуществовал до революции 1917 года, причём в 1895–1896 годах в Кружке состояли 95 действительных членов, 13 почётных членов и два члена-корреспондента.
Значительную часть коллекции произведений искусства своего отца (включая его собственные работы) княгиня пожертвовала Русскому музею в Санкт-Петербурге. 
В 1890 году за свои заслуги в деле развития изобразительного искусства в России Анна Имеретинская получила звание почётного вольного общника Императорской Академии художеств в Санкт-Петербурге. 
Скончалась Анна Имеретинская в 1914 году.